# Usher Abell
Usher Abell (* 6. Mai 1915 in Barlow, Kentucky, Vereinigte Staaten; † 6. Februar 2003 in Sioux Valley Township, South Dakota, Vereinigte Staaten) war ein US-amerikanischer Geiger, Bratschist, Musikpädagoge und Hochschullehrer.

## Leben
Usher Abells Eltern waren Lyman Abell und dessen Ehefrau Gladys Wilson Abell. Er wuchs in Paducah auf und besuchte dort die Paducah Tilghman High School. Danach studierte er Violine an der Murray State University und an der University of Colorado Boulder.  Am 27. August 1939 heiratete er die Musikerin Edith Parish Abell (1916–2006) in Martin, Tennessee.  Nach dem Studium unterrichtete er Violine am Quachita College in Arkadelphia, Arkansas. Von 1939 bis 1942 war er Konzertmeister der Arkansas Symphony in Little Rock. Im Zweiten Weltkrieg schloss er sich der U. S. Navy an. Hier diente er von 1942 bis 1945 als Musiker. Von 1946 bis 1971 unterrichtete er an der University of South Dakota in Vermillion als Violindozent und war von 1952 bis 1969 Vorsitzender des dortigen Departments of Music. 1988 wurde er gemeinsam mit seiner Frau mit dem Gouvernor’s Award für außergewöhnliche Unterstützung der Künste in South Dakata durch den Gouverneur George S. Mickelsen ausgezeichnet.  Er war Gründer und erster Präsident der South Dakota Music Teachers Association, erster Präsident der South Dakota String Teacher Association und spielte über 30 Jahre Violine und Viola in der Sioux City Symphony. Der Bratscher Jack Abell war sein Sohn.

## Publikationen (Auswahl)
Im Rahmen seiner Tätigkeit als Violinpädagoge veröffentlichte er diverse Violinwerke.
- Jazz violin studies : a complete study & reference book, Mel Bay, 1983 OCLC 70069338
- Jazz Violin Solos, Sammlung von 11 Violinsolos mit Klavierbegleitung. Es sind Bearbeitungen von Standards wie Darktown Strutter's Ball, Oh! You Beautiful Doll, Ida, Sweet As Apple Cider, My Melancholy Baby und St. Louis Blues. Mel Bay, 1993  OCLC 932173017
- Swing Fiddle Solos, Mel Bay, 2001 OCLC 49698344

Daneben veröffentlichte er Arrangements für Band.
- When Johnny comes marching home von Patrick Gilmore unter dem Pseudonym Louis Lambert, erschienen bei Carl Fisher, New York, 1944 OCLC 965122220

Er schrieb weiter Artikel und Aufsätze unter anderem für das Fachmagazin American Music Teacher.
- SOUTH DAKOTA, in American Music Teacher, Band 6, Nummer 1 vom 1. September 1956, S. 16 JSTOR:43531793
- SOUTH DAKOTA, in American Music Teacher, Band 7, Nummer 4 vom 1. März 1958, S. 21–22 JSTOR:43531978
- West Central Division American Music Teacher, Band 9, Nummer 1 vom September/Oktober 1959, Seiten 6, 27 JSTOR:43532058
- A fiddler's reflections on perseverance, 7. August 1986 zum 57. Summer Session Commencement der University of South Dakota OCLC 15916175